# Ascoferiose
Ascoferiose ou Cria Giz, é uma doença das crias (larvas ou pupas) das abelhas causada por um fungo chamado Ascosphaera apis.

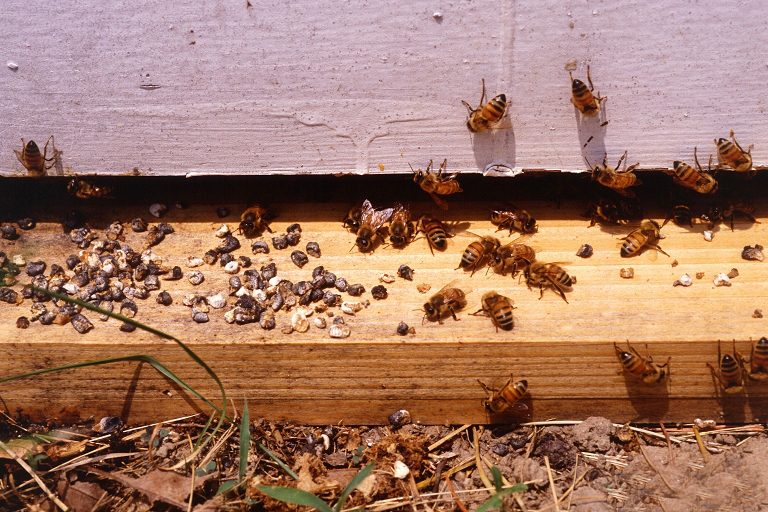
Entrada de uma colmeia que esta coberta larvas mortas mumificadas em cor branca, expelidas pelas abelhas operárias que higienizam a colmeia.

Ascoferiose é uma doença fúngica que infesta o intestino da larva. O fungo compete com a larva por alimento, matando de fome a larva. O fungo, em seguida, passa a consumir o resto do corpo da larva, fazendo com que pareça branco e mumificado.

## Etiología
Esta doença (fúngica) é produzido por um fungo heterotálico Ascosphaera apis, que pertence à ordem Ascospherales Família Ascosphaeraceae, como qualquer fungo produz esporos que são elementos de resistência e de dispersão, que quando ingerido pelas larvas com o alimento produzem a reinfecção. 
Os ascósporos, de cor cristalina, de forma translúcida e elipsoidal, possuindo um tamanho de 2 x 3 micrômetros, sendo capaz de aderi-se e ser transportados a partir de uma célula de cria para outra pelas abelhas que cuidam das crias e alimentam a ninhada.

## Patogenia
A enfermidade afeta as larvas de operárias, zangões e rainhas, durante o desenvolvimento. O
processo se inicia com a ingestão dos esporos pela larva, antes da operculação. No intestino produz-se a germinação, dando lugar ás hifas do micélio. As larvas ao ingerir os esporos contraem a doença. O micélio do fungo atravessa as membranas intersegmentares do corpo da larva causando sua morte, esta é transformada em uma múmia (larva seca) cor preto e branco, devido desenvolvimentos dos esporos do fungo ascocistos).
As larvas morrem dentro das células dos favos de antes de ser operculada. Os caixilhos infectados com Ascosphaera se sacudidos  fazem um barulho, como um pequeno chocalho.

## Epizootiología
As abelhas operárias que cuidam das crias limpam as células das múmias mortas (larvas infectadas e secas) jogando no chão em frete a colmeia ou no alvado na entrada da colmeia, sendo este o melhor diagnóstico que pode fazer o apicultor visualmente. 
Este comportamento faz com que os esporos sejam transportados pelas abelhas operárias trabalhadores, movendo o fungo de uma célula para outra.
A transmissão entre as colmeias do apiário pode ser dar por troca de caixa das a abelhas forrageiras, por saques e pelo apicultor ao mover os caixilhos uma colmeia doente para uma saudável, seja na colheita ou quando faz núcleos. O ácaro Varroa destructor é um importante vetor da doença.

## Sintomatologia
A presença de múmias secas no chão da colmeia, no corredor ou na frente do alvado do colmeia. Ao olhar atentamente para os favos, vemos o micélio do fungo (hifas). As colmeias infectadas com Ascosphaera apis nunca alcançam um bom desenvolvimento da população.
As crias desuniformemente distribuídas nos favos devido a morte de crias operculadas.

## Diagnóstico
Clínico. Presença de múmias no favos de colmeias afetadas, no chão e no alvado em que as abelhas operárias ao fazerem a limpeza removeram da colmeia. Isto mostra a presença de cria giz.
Laboratorial. O diagnóstico é feito em microscopia, observando o micélio do fungo.
Diferencial. Não devemos confundir o fungo Ascosphaera apis, com outro tipo de fungo, como o Aspergillus flavus que é o agente etiológico da infecção fúngica chamada de cria pedra. 

## Tratamento
Existem numerosos antifúngicos que foram testados com bons resultados. Devido ao dano baixo esta doença, os laboratórios formularam formulado antifúngicos específicos para abelhas, devendo formular o apicultor com antifúngicos para uso humano.
Por ser um fungo esta doença está associada à temperatura e umidade da colmeia.

## Profilaxia
A cria giz é de maior ocorrência em primaveras úmidas. As colmeias com cria giz geralmente podem  ser recuperadas aumentando a ventilação da colmeia.
É aconselhável remover os caixilhos de cria com fungos e derrete-los. Há apicultores que oferecem as colmeia alimentação artificial (xarope artificial) e com o antifúngico e após 24 horas movem a colmeia para uma nova caixa com o máximo possível de caixilhos novos com cera operculada. Isto para reduzir a exposição aos esporos dos fungos.

## Seleção genética
Susceptibilidade das colônias a cria giz é variável, o mesmos apiário pode apresentar colonias com pouquissimos sinas de infecção e outras altamente infectadas. Isto permitir-nos selecionar abelhas as abelhas resistentes ao fungo. Ao multiplicar as colmeias com alto comportamento higiênico e com um grau de resistência, há uma boa  possibilidade de controlar este e outros patógenos.